# Симанович, Денис Васильевич
Дени́с Васи́льевич Симано́вич (бел. Дзяніс Васільевіч Сімановіч, род. 20 апреля 1987, Кишинёв, Молдавская ССР, СССР) — белорусский легкоатлет, выступающий в спортивной ходьбе. Участник летних Олимпийских игр 2008, 2012 и 2016 годов.

## Биография
Денис Симанович родился 20 апреля 1987 года в Кишинёве.
В 2007 году выиграл студенческий чемпионат Белоруссии в ходьбе на 10 км.
Четыре раза завоёвывал медали чемпионата страны в ходьбе на 20 км — золото в 2010 и 2014 годах, серебро в 2011 году, бронзу в 2007 году. Кроме того, в 2015 году стал третьим на чемпионате Белоруссии в помещении в ходьбе на 10 000 метров.
В 2008 году вошёл в состав сборной Белоруссии на летних Олимпийских играх в Пекине. Занял 28-е место в ходьбе на 20 км с результатом 1 час 23 минуты 53 секунды, уступив 4 минуты 52 секунды победителю Валерию Борчину из России.
В 2009 году стал серебряным призёром чемпионата Европы среди молодёжи в Каунасе в ходьбе на 20 км.
В 2012 году вошёл в состав сборной Белоруссии на летних Олимпийских играх в Лондоне. Занял 12-е место в ходьбе на 20 км с лучшим результатом за всю историю Республики Беларусь на Олимпийских играх 1 час 20 минут 42 секунды, уступив 1 минуту 54 секунды победителю Чэнь Дину из Китая.
В 2016 году вошёл в состав сборной Белоруссии на летних Олимпийских играх в Рио-де-Жанейро. Выступал в ходьбе на 20 км, но не завершил дистанцию.
Мастер спорта международного класса Республики Беларусь.

## Личные рекорды
- Ходьба на 5000 метров — 19.44,52 (16 мая 2009, Витебск)[2]
- Ходьба на 10 000 метров — 40.58,31 (14 мая 2009, Витебск)[2]
- Ходьба на 10 км — 41.45 (17 мая 2007, Минск)[2]
- Ходьба на 20 км — 1:20.42 (4 августа 2012, Лондон)[2]
- Ходьба на 5000 метров (в помещении) — 19.58,08 (15 февраля 2008, Могилёв)[2]
- Ходьба на 10 000 метров (в помещении) — 41.09,10 (20 февраля 2015, Могилёв)[2]